# قره‌تپه (نمین)
قره‌تپهروستایی است که در استان اردبیل، شهرستان نمین، بخش ویلکیج، دهستان ویلکیج مرکزی قرار دارد.

## جمعیت
بر اساس سرشماری سال ۱۳۸۵ جمعیت این روستا ۶۶۷ نفر با ۱۳۸ خانوار بوده‌است.